# Florianópolis Challenger
El Florianópolis Challenger es un torneo profesional de tenis. Pertenece al ATP Challenger Tour. Se juega desde el año 2021 sobre pistas de dura, en Florianópolis, Brasil.

## Palmarés

### Individuales
| Año  | Campeón        | Finalista                | Resultado        |
| ---- | -------------- | ------------------------ | ---------------- |
| 2021 | Igor Marcondes | Hugo Dellien             | 6–2, 6–4         |
| 2022 | No Celebrado   | No Celebrado             | No Celebrado     |
| 2023 | Tomás Barrios  | Alejandro Tabilo         | 6–4, 6–4         |
| 2024 | Enzo Couacaud  | João Lucas Reis da Silva | 3–6, 6–4, 7–6(1) |

### Dobles
| Año  | Campeones                             | Finalistas                                  | Resultado        |
| ---- | ------------------------------------- | ------------------------------------------- | ---------------- |
| 2021 | Nicolás Barrientos Alejandro Gómez    | Martín Cuevas Rafael Matos                  | 6–3, 6–3         |
| 2022 | No Celebrado                          | No Celebrado                                | No Celebrado     |
| 2023 | Pedro Boscardin Dias Gustavo Heide    | Christian Oliveira Pedro Sakamoto           | 6–2, 7–5         |
| 2024 | Daniel Cukierman Carlos Sánchez Jover | Lorenzo Joaquín Rodríguez Franco Roncadelli | 6–0, 3–6, [10–7] |